# لنگریال، گجرات
لنگریال (به انگلیسی: Langrial) یک منطقهٔ مسکونی در پاکستان است که در ناحیه گجرات واقع شده‌است.